# Catherine Hicks
Catherine Mary Hicks (født 6. august 1951) er en amerikansk skuespiller og sanger. Hun er nok bedst kendt for sin rolle som Annie Camden i tv-serien 7th Heaven.

## Udvalgt filmografi

### Film
- Star Trek IV - Rejsen tilbage til Jorden / Star Trek IV: The Voyage Home - Gillian

### Tv-serier
- 7th Heaven - Annie Camden